# Glenn Cornick
Glenn Cornick (Barrow-in-Furness, 23 aprile 1947 – Hilo, 29 agosto 2014) è stato un bassista britannico è stato il primo bassista del gruppo storico progressive dei Jethro Tull.

## Biografia
Ha contribuito ai primi 3 album dei Jethro Tull, abbandonando la band quindi nel 1970 dopo l'uscita di Benefit.
Nello stesso anno sposa Judy Wong, ragazza americana.
In quell'anno effettivamente era venuta a galla una sorta di incompatibilità di carattere fra Cornick e gli altri membri del gruppo i quali avevano uno stile di vita totalmente diverso dal suo, essendo Cornick più incline per natura al divertimento e alla ribellione. Fu per queste ragioni che il manager Terry Ellis lo invitò ad abbandonare la band non prima però di averlo aiutato a trovarne un'altra, i Wild Turkey, che ebbero un discreto successo all'epoca e comparvero anche come gruppo di supporto nei concerti dei Jethro Tull.
In seguito si spostò a Berlino per poi stabilirsi negli Stati Uniti dove incontrò Bob Welch, ex dei Fleetwood Mac, con cui lavorò dal 1978 fino al 1982, anno in cui Cornick abbandonò il mondo della musica, diventando manager di un'impresa alimentare.
Muore a causa di un attacco di cuore il 29 agosto 2014 all'età di 67 anni.

## Discografia

### Con i Jethro Tull
- 1968 – This Was
- 1969 – Stand Up
- 1970 – Benefit

### Con gli Wild Turkey
- 1971 - Battle Hymn
- 1972 - The Turkey
- 1973 - Stereo Pop Special 56
- 1975 - Stealers for Years